# Авиационный комплекс имени С. В. Ильюшина
Авиационный комплекс имени С. В. Ильюшина — опытно-конструкторское бюро, одно из ведущих предприятий СССР и России по разработке самолётов гражданского и военного назначения. Находится в Москве. Головное предприятие дивизиона транспортной авиации ПАО «Объединённая авиастроительная корпорация».

## История[1]
Датой создания конструкторского бюро принято считать формирование по приказу ГУАП (Главное управление авиационной промышленности) от 13 января 1933 года конструкторской группы в составе бригады № 3 на московском авиазаводе № 39 имени В. Р. Менжинского. Этот авиазавод то время занимался, в том числе, опытным самолётостроением, и на его базе работало Центральное конструкторское бюро ЦКБ-39.
Первоначально в группу конструкторов вошли 7 человек: С. М. Егер, В. В. Никитин, В. В. Калинин, С. Н. Черников, З. Н. Жевагина, А. Я. Левин, А. А. Сеньков.
По приказу ГУАП от 17 августа 1936 года бригада № 3 ЦКБ-39 и опытный цех № 81 завода № 39 были преобразованы в самостоятельное конструкторское подразделение — опытно-конструкторское бюро ОКБ-39, под руководством Ильюшина Сергея Владимировича. В ОКБ была создана бригада общих видов, в которую входили группа компоновки и группа аэродинамики. Затем из состава бригады общих видов выделилась группа перспективного проектирования в составе С. Н. Черникова и А. В. Советовой. Были созданы группы: аэродинамических моделей, весов и центровок, оформления проектов и техописаний, группа прочности, группа флаттера.
До начала войны ОКБ-39 проектировало самолёты: ЦКБ-30 (ДБ-3, Ил-4), ДБ-4 (ЦКБ-56), «БШ», ЦКБ-55 (прототип Ил-2).
В составе ОКБ действовали: бригады: общих видов, моторная, шасси и управления, высотного оборудования, технической информации; группа оборудования.
Приказом НКАП № 612 от 2 ноября 1940 года конструктора Ильюшина С. В. обязали освободить к 1 декабря 1940 года все площади на заводе № 39, занимаемые его ОКБ.
2 января 1941 года в ОКБ образована лётно-экспериментальная группа.
В начале марта 1941 года появилось решение НКАП перевести ОКБ-39 на завод № 18 для сопровождения выпуска Ил-2. Из-за нежелания переезда большое количество работников ОКБ ушло, осталось ~100 чел. После личного обращения Ильюшина к Сталину ОКБ оставили в Москве.
С началом войны, в октябре 1941 года ОКБ-39 было эвакуировано на завод № 18 в Куйбышев. Основной продукцией этого завода всю войну был выпуск самолётов Ил-2. Собственной производственной базы в Куйбышеве ОКБ не имело, плана работ не было, и коллектив занимался работами для нужд фронта: замена материалов, установка М-82 на Ил-4, оказание помощи заводам № 1, 18, 23 и 30 по выпуску Ил-2 и Ил-4.
В апреле 1942 года ОКБ по реэвакуации вернулось в Москву. В соответствии с Приказом НКАП № 304 от 21 апреля 1942 года завод № 240 7 ГУ НКАП стал производственной базой ОКБ, которое получило новое название — ОКБ-240.
ОКБ разместилось на ул. Красноармейской, на территории между пер. Красноармейским и Лазовским (сейчас это улицы Степана Супруна и Константина Симонова). Имело два корпуса: главный (конструкторский) и производственный, построенные в 1920-е годы немцами для совместного авиационного предприятия.
В мае 1942 года в ОКБ создана бригада электрорадиооборудования; затем в течение года группы шасси, управления, гидро- и пневмосистем.
По приказу № 517с от 12 июля 1942 года территория «Б» завода № 240 преобразована в самостоятельный опытный завод № 134 НКАП.
В 1943 году В ОКБ было начато проектирование первого пассажирского самолета Ил-12.
С 1944 году велась разработка проекта скоростного бомбардировщика Ил-14, постановлением Правительства СССР в 1946 году работы по этому самолёту были прекращены.
В июне 1945 года в ОКБ была создана бригада спецоборудования, в ее состав вошла высотная лаборатория.
По приказу НКАП № 61с от 20 февраля 1946 года завод № 482 НКАП, после ликвидации ОКБ-482 В. М. Мясищева в феврале 1946 года, был подчинён ОКБ-240 главного конструктора С. В. Ильюшина. В ОКБ также была переведена часть коллектива Мясищева (в том числе конструкторы В. А. Лихачёв (затем снова ушёл в ОКБ-23), Д. С. Лозинский, Н. А. Стеблев, К. В. Рогов).
ОКБ Ильюшина имело лётно-испытательную станцию (ЛИС) на аэродроме «Раменское».
В соответствии с постановлением Правительства СССР от 12 февраля 1946 года и от 11 марта 1947 года в ОКБ был создан дальний высотный бомбардировщик Ил-22. На его базе по приказу от 26 июня 1947 года был разработан Ил-24, постановлением от 21 июня 1948 года работы по нему были прекращены.
В 1947 году в ОКБ было образовано машиносчетное бюро (затем, по приказу ГКАТ № 221 на базе МСБ образована кустовая машино-счетная станция КМСС, просуществовавшая до 1994 года).
В январе 1948 года был утвержден проект нового фронтового бомбардировщика Ил-28, постановлением № 2052—804 от 8.06.1948 года он был включен в план опытного строительства. В соответствии с постановлением СМ СССР № 1890—700 от 14 мая 1949 года самолёт Ил-28 принят на вооружение и поступил в большую производственную серию. На базе Ил-28 ОКБ разработало несколько модификаций самолёта под разные задачи.
В 1948 году в ОКБ была создана лаборатория электрорадиооборудования.
4.09.1949 года начаты испытания опытного бомбардировщика Ил-30, постановлением СМ СССР от 20.08.1950 года работы по нему прекращены. По решению Правительства СССР от 1.06.1950 года начата разработка экспериментального бомбардировщика Ил-42, утверждена постановлением от 10.07.1950 года. По решению от 24.03.1951 года работы по самолету прекращены.
По решению Правительства СССР от 24.03.1951 года в ОКБ начато создание среднего бомбардировщика Ил-46. В конце года построен опытный экземпляр, первый полет 3.03.1952 г.; начата постройка второго экземпляра, прекращена в 1952 году.
В соответствии с ПСМ СССР от 29.12.1952 года была начата разработка скоростного фронтового бомбардировщика Ил-54, постановлением № 355-161сс от 2 марта 1954 года были уточнены требования к самолету и определен срок предъявления на госиспытания — май 1955 года.
В апреле 1954 года бригаду электрорадиооборудования (ЭРО) разделили на бригаду электрооборудования (ЭО), бригаду радиооборудования (РО) и группу электросхем (ЭС).
10 июня 1954 года вышло ПСМ СССР № 1143-503сс «О постройке скоростного торпедоносца конструкции Ильюшина с двигателем АЛ-7ф» с предъявлением на госиспытания в 1-м квартале 1956 года.
23 июня 1954 года вышло ПСМ СССР № 1248-557сс «О создании военно-транспортного самолёта конструкции Ильюшина». В соответствии с постановлением Правительства от 30.11.1955 г., «О создании 4-моторного пассажирского самолета», началась разработка Ил-18 и его транспортного варианта. Аналогичное задание в рамках конкуренции также было выдано КБ Антонова и КБ Туполева.
20.07.1956 года вышло распоряжение Правительства СССР № 4457-рс «О прекращении работ по созданию модификаций самолета Ил-40».
1 января 1956 года в ОКБ было организовано «Бюро рационализации и изобретательства» (БРИЗ), в 1962 году при отделе технической информации создано патентное бюро, в 1969 году оно было преобразовано в бригаду. В 1973 году БРИЗ и патентная бригада были объединены в «Патентно-лицензионный отдел» ПЛО.
В соответствии с ПСМ № 1417—656 от 18.12.1957 года и по приказу ГКАТ № 5сс от 31.12.1957 года требовалось закончить в 1-м полугодии 1958 года заводские и государственные испытания Ил-18. 11.04.1958 года вышло распоряжение правительства № 1144-рс о доработке Ил-18 под десантное и санитарное оборудование.
В 1956 году в ОКБ была создана лаборатория контрольно-записывающей аппаратуры (КЗА). Была образована расчетная группа, в 1968 году она преобразована в экспериментально-исследовательский отдел.
В 1957 году в ОКБ был создан комплекс лабораторий: электрооборудования (ЭО), автоматизации и стабилизации полета (АСП), РО, тензометрии; отделы: измерений, высотных и пневмогидравлических испытаний; моторных лабораторий.
В августе 1958 года в ОКБ была образована лаборатория контрольно-измерительных приборов (КИП), в 1965 г. на ее базе создан отдел метрологии, электроники и автоматики (ОМЭА), в 1968 г. он преобразован в отдел гл. метролога.
По приказу Ильюшина от 12.09.1959 года, в связи с началом работ по магистральному пассажирскому самолёту Ил-62, была изменена структурная схема ОКБ, не менявшаяся с довоенного времени. В составе ОКБ, руководителем которого назначен В. А. Борог, созданы 6 КБ: КБ-1 — проектирование планеров, КБ-2 — шасси и управление, КБ-3 — системы управления двигателями и топливные системы, КБ-4 — системы электроснабжения, электро- и радиооборудоания, КБ-5 — системы жизнеобеспечения, гидравлические и ПОС, КБ-6 — эксплуатация самолетов и документация. Кроме того, в состав ОКБ вошли подразделения, подчинявшиеся непосредственно Ген. конструктору — бюро: расчетное (РБ), испытаний новой техники, летных испытаний, эскизных проектов (БЭП); отделы: проектирования самолетов, проектирования пассажирских самолетов (ОПС-2), комплектации готовыми изделиями, аэродинамики (ОА), весового контроля (ОВК), технологический, технический. В дальнейшем бюро были преобразованы в отделения, и такая структура, в основном, сохранилась до начала 2000-е гг. На базе бригады стрелкового вооружения была образована бригада бытового оборудования (БО).
В соответствии с ПСМ № 640—261 от 18.06.1960 года было начато создание самолета противолодочной обороны Ил-38 на базе Ил-18.
16 мая 1961 года вышло ПСМ СССР № 426—176 «О мерах по усилению противопожарной защиты и повышения эксплуатационной надежности самолетов Ил-18».
21 марта 1963 года все подразделения ОКБ, связанные с подготовкой и проведением летных испытаний, были объединены в «Летно-доводочный комплекс» (ЛДК, цех № 25) предприятия п/я 2418.
1 февраля 1964 года вышло ПСМ СССР № 114-38 «Об ускорении создания Ил-62».
С апреля 1966 года ОКБ-240 МАП получило новое название: «Московский машиностроительный завод „Стрела“».
В соответствии с ПСМ № 1053—353 от 17.11.1967 года по приказу № 421сс от 12.12.1967 года была начата разработка тяжёлого военно-транспортного самолёта Ил-76. Требовалось построить в 1969-71 гг три машины, предъявить во 2-м квартале 1971 года самолет на госиспытания; организовать его серийное производство с 1969 года, не ожидая окончания испытаний. В соответствии с ПСМ № 1030—343 от 17.12.1975 года по приказу МАП № 508сс от 31.12.1975 года самолёт Ил-76 принят на вооружение.
В октябре 1967 года на предприятии было создано отделение десантно-транспортного и наземного оборудования КБ-7. В него вошли отделы: десантно-транспортного оборудования и вооружения; средств наземного оборудования (СНО); бригада прочности (создана в конце 1967 г.) и группа бомбового вооружения (БВ), образованная еще в 1933 году.
По приказу от 22.04.1968 года в ОКБ впервые в структуре предприятий МАП была создана «Бригада технической эстетики» (ТЭ)
По приказу № 378к от 28.07.1970 года генеральным конструктором предприятия вместо ушедшего на пенсию С. В. Ильюшина был назначен академик Г. В. Новожилов.
По приказу от 20.07.1973 года на базе отдела БО создано КБ-8 (далее — отделение интерьеров и бытового оборудования). В его составе образованы отделы: интерьеров и мебели (ИМ), бытовых систем и оборудования (БСО), художественного конструирования (ХК). В 1977 г. в составе КБ-8 образована бригада расчетов (БР).
В декабре 1974 г. был создан комплексный отдел (КО) по самолёту Ил-76 (отдел № 274, затем — № 167), первый отдел в ОКБ, который сопровождал самолет от этапа постройки до списания последней машины.
По приказу от 14.01.1975 г. в составе БП была создана бригада «Норм летной годности и сертификации» (НЛГС).
В 1975 году В ОКБ в составе отдела вычислительной техники была создана «Бригада автоматизированной системы управления разработками предприятия» (АСУРП). В марте 1978 года ОВТ преобразован в «Отделение вычислительной техники и автоматизированных систем» (ОВТиАС), в 1980 году утверждена его новая структура: отдел ЭВМ с секторами: ЭВМ ТЕР «А», ЭВМ ТЕР «Б»; отдел САПР (сектора системного математического обеспечения; методического и программного обеспечения); бригада АСУРП.
В 1977 году предприятие переименовано в «Московский машиностроительный завод им. С. В. Ильюшина». Условное наименование предприятия — «п/я Р-6327».
В 1982 году все подразделения общих видов объединены в бюро проектов (БП) на правах отделения. В него вошли отделы: перспективного проектирования, автоматизации и оформления проекта; проектирования систем; компоновки самолетов; автоматики, динамики; аэродинамики; весового проектирования; надежности; сертификации; моделей; технической информации.
В 1986 году было образовано отделение технологичности, в которое вошли отделы: технологичности конструкций, стандартизации, неметаллов и композиционных материалов.
В декабре 1990 года в составе планово-экономического отдела было создано коммерческое бюро, в апреле 1993 года преобразованное в коммерческий отдел.
Распоряжением правительства РФ № 475-р от 14.04.1994 г. предприятие было акционировано и преобразовано в акционерное общество открытого типа «Авиационный комплекс им. С. В. Ильюшина». В состав АК входили ОАО «КБ им. Ильюшина», опытное производство, летно-техническая база.
8 апреля 1996 года организационно-правовая форма предприятия изменена на открытое акционерное общество (ОАО).
В 2005 году на должность генерального конструктора был назначен В. В. Ливанов.
В июле 2017 года компания переименована в публичное акционерное общество «Авиационный комплекс имени С. В. Ильюшина» (ПАО «Ил»).
За всю историю конструкторским бюро было разработано более 100 типов летательных аппаратов, выпускаемых на серийных заводах, общим количеством в 66000 машин. На опытном производстве ОКБ — Московском машиностроительном заводе «Стрела» (Завод № 240 МАП) было изготовлено: Ил-22 (1947 год) — 1, Ил-28 (1948 год) — 1, Ил-30 (1949 год) — 1, Ил-46 (1951 год) — 1, Ил-54 (1954 год) — 2 шт.
Численность персонала ОКБ в 1942 году — 475 чел., в 1943 году — 840 чел., в 1944 году — 1012 чел., в 1945 году — 1181 чел., в 1990 году — около 3 тыс. чел., в 2005 году — около 1000 человек.
Главный конструктор ОКБ: с 07.1942 по 12.1956 г. — С. В. Ильюшин. Генеральный конструктор с 17.12.1956 по 28.07.1970 г. — академик С. В. Ильюшин; с 28.07.1970 по 2005 г — академик — Г. В. Новожилов; с 27.10.2005 по 15.05.2014 г. — В. В. Ливанов.
Шеф-пилот ОКБ (с 1935 по 1964 год) — В. К. Коккинаки; с 25.02.1965 г. — А. С. Липко (погиб в катастрофе Ил-62); 1966-75 гг. — Я. И. Верников; с 1971 по 87 год — Э. И. Кузнецов; с 1985 по 2003 год — С. Г. Близнюк.
Из-за вторжения России на Украину авиационный комплекс находится под санкциями всех стран Евросоюза, Канады, США, Украины и Японии.

## Самолёты
- штурмовики: Ил-2, Ил-8, Ил-10, Ил-40, Ил-102;
- бомбардировщики: Ил-4, Ил-22 (24.07.1947 г.), Ил-28 (8.07.1948 г., принятие на вооружение 14.05.1949 г.), учебный Ил-28У (18.03.1950 г.), разведчик Ил-28Р (19.04.1950 г.), торпедоносец Ил-28Т (1950 год); Ил-30 (14.09.1949 г.), Ил-42 (проект, 1951 г.), Ил-54 (3.04.1955 г.); Ил-24 (проект, 1948 год);
- противолодочный Ил-38 (28.09.1961 г.);
- разведчик Ил-20 (25.03.1968 г.);
- военно-транспортные: Ил-14Т (13.07.1950 г.),  Ил-76Т (25.03.1971 г., принятие на вооружение 17.12.1975 г.), Ил-76МФ (1.08.1995 г.);
- пассажирские самолеты: Ил-12 (15.08.1945 г.), Ил-14П (1.10.1950 г.), Ил-18 с АШ-73 (17.08.1946 г.), Ил-18 (4.07.1957 г.), Ил-18Д; (31.07.1964 г.), Ил-62 (2.01.1963 г.), Ил-86 (22.12.1976 г.), Ил-96-300 (28.09.1988 г.), Ил-114 (29.03.1990 г.), Ил-114-100 (26.01.1999 г.);
- многоцелевой Ил-103 (17.05.1994 г.);
- грузовой Ил-96Т (16.05.1997 г.).

Кроме работ по самолетам, в конце 1950-х гг. в ОКБ велись работы по ракетостроению. В 1957—59 гг. разработан опытный морской самолет-снаряд П-20 со станцией АР-12 (изд. «20Н»). Бросковые пуски — 30.12.1958 г. с АП-66, 20.03.1959 г. (изд. 20Н-02). В 1960 году все работы по П-20 были прекращены.

### Галерея
- Ил-2
- Ил-18
- Ил-38
- Ил-62
- Ил-76
- Ил-78
- Ил-96
- Ил-102
- Ил-103
- Ил-114

## Проекты
Текущие проекты/план разработки:
- Лёгкий военно-транспортный самолёт Ил-112В грузоподъёмностью до 5-6 тонн (на замену Ан-26 и Ан-72/74);
- Средний военно-транспортный самолёт Ил-276 грузоподъёмностью до 20 тонн (на замену Ан-12);
- Тяжёлый военно-транспортный самолёт Ил-76МД-90А (на замену Ил-76МД/МД-М);
- Семейство сверхтяжёлых перспективных транспортных самолётов ПАК ВТА грузоподъёмностью до 80 и более тонн (на замену Ан-22 и Ан-124);
- Самолёт радиоэлектронной борьбы Ил-22ПП «Порубщик»[11];
- Дальнемагистральный пассажирский аэробус Ил-96-400М[12];
- Региональный самолёт Ил-114-300.

## Деятельность
Предприятие занимается разработкой, испытаниями, сертификацией гражданской и военной авиационной техники. Производство самолётов, разработанных КБ, осуществляется в ПАО «ВАСО» (Воронежское акционерное самолётостроительное общество), которое серийно выпускает самолёты Ил-96, Ил-96Т, Ил-112 и на ОАО «РСК „МиГ“ ЛАПИК» (Луховицкий авиационный производственно-испытательный комплекс), которое выпускает самолёт Ил-103. Некоторое время компания выпускала отдельные изделия для самолётов А320 и А380.

## Акционеры
- ПАО «Объединённая авиастроительная корпорация» — 8,99 % акций
- АО «Объединённая авиастроительная корпорация — Транспортные самолёты» — 78,49 % акций
- Частные инвесторы — 12,52% акций

## Награды
- 1942 год — Орден Ленина
- 1944 год — Орден Красного Знамени
- 1969 год — Орден Трудового Красного Знамени
- 1983 год — Орден Октябрьской Революции

## Руководство
- Главный конструктор ОКБ: с 07.1942 по 12.1956 г. — С. В. Ильюшин. Генеральный конструктор с 17.12.1956 по 28.07.1970 г. — академик С. В. Ильюшин; с 28.07.1970 по 2005 г — академик — Г. В. Новожилов; с 27.10.2005 по 15.05.2014 г. — В. В. Ливанов.
- Генеральный директор с декабря 1995 года по май 2014 года — Виктор Владимирович Ливанов[14];
- Генеральный директор с мая 2014 года — Юрий Михайлович Юдин;
- Генеральный директор с сентября 2014 года — Сергей Алексеевич Сергеев[15][16];
- Генеральный директор с апреля 2015 года — Сергей Владимирович Вельможкин;
- Генеральный директор с мая 2017 по апрель 2019 года — Алексей Дмитриевич Рогозин[17];
- Генеральный директор с апреля 2019 года — Юрий Владимирович Грудинин;
- Управляющий директор с июня 2020 года — Сергей Ярковой[18].